# リヴィングストン (ザンビア)
リヴィングストン（Livingstone）は、ザンビアの南部州の都市。2016年の人口は16万3000人。同州の中心的な都市で、2012年までは州都であった。
ザンビアとジンバブエに跨る世界三大瀑布のひとつ・ヴィクトリアの滝のザンビア側の玄関口として知られている。

## 概要

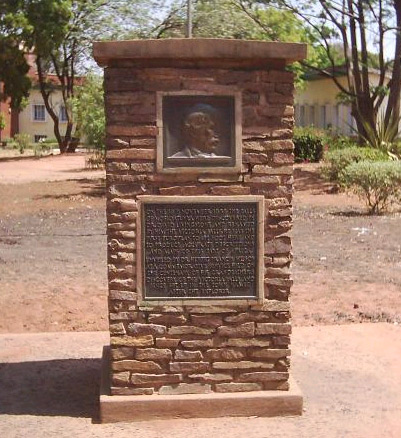
デイヴィッド・リヴィングストンの記念碑

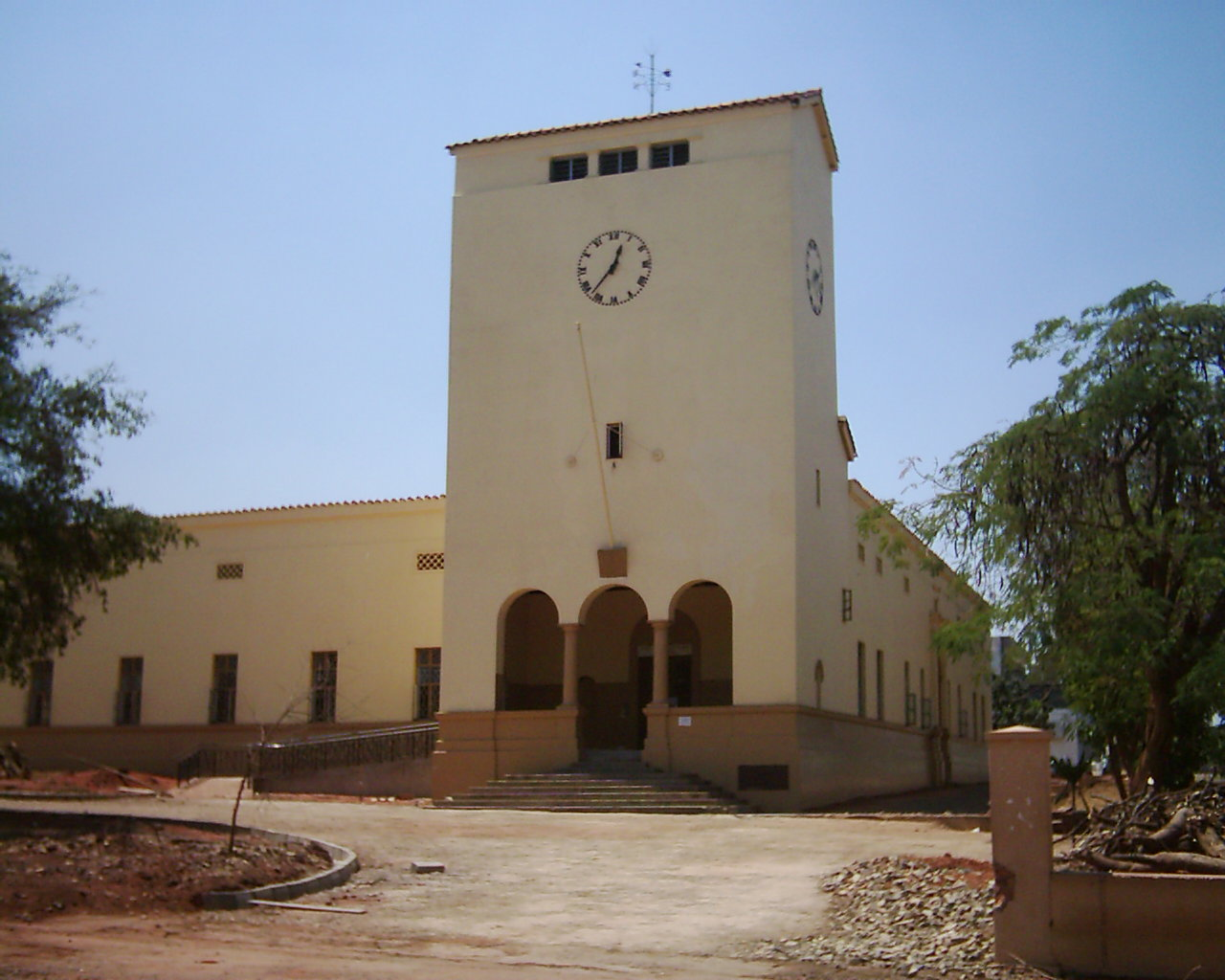
リヴィングストン博物館

ザンビアとジンバブエとの国境線となっているザンベジ川の北に位置し、ザンベジ川の途中にあるヴィクトリアの滝までは市中心部から南へ約10㎞ほどの距離である。滝のすぐ下流に鉄道・車道併用のヴィクトリアフォールズ橋が架かっており、対岸の町・ジンバブエのヴィクトリアフォールズ市との間を結んでいる。またヴィクトリアの滝を含むザンベジ川沿いにはモシ・オ・トゥニャ国立公園（Mosi-oa-Tunya National Park、モシ・オ・トゥニャはヴィクトリアの滝の現地での呼び名）が広がっている。

## 気候
ケッペンの気候区分ではステップ気候（BSh）に属する。
| リヴィングストン(極値1918年-)の気候         | リヴィングストン(極値1918年-)の気候 | リヴィングストン(極値1918年-)の気候 | リヴィングストン(極値1918年-)の気候 | リヴィングストン(極値1918年-)の気候 | リヴィングストン(極値1918年-)の気候 | リヴィングストン(極値1918年-)の気候 | リヴィングストン(極値1918年-)の気候 | リヴィングストン(極値1918年-)の気候 | リヴィングストン(極値1918年-)の気候 | リヴィングストン(極値1918年-)の気候 | リヴィングストン(極値1918年-)の気候 | リヴィングストン(極値1918年-)の気候 | リヴィングストン(極値1918年-)の気候 |
| 月                                          | 1月                                 | 2月                                 | 3月                                 | 4月                                 | 5月                                 | 6月                                 | 7月                                 | 8月                                 | 9月                                 | 10月                                | 11月                                | 12月                                | 年                                  |
| ------------------------------------------- | ----------------------------------- | ----------------------------------- | ----------------------------------- | ----------------------------------- | ----------------------------------- | ----------------------------------- | ----------------------------------- | ----------------------------------- | ----------------------------------- | ----------------------------------- | ----------------------------------- | ----------------------------------- | ----------------------------------- |
| 最高気温記録 °C （°F）                      | 39.8 (103.6)                        | 38.0 (100.4)                        | 43.6 (110.5)                        | 37.0 (98.6)                         | 36.0 (96.8)                         | 32.4 (90.3)                         | 32.5 (90.5)                         | 36.0 (96.8)                         | 38.8 (101.8)                        | 40.9 (105.6)                        | 41.1 (106)                          | 39.5 (103.1)                        | 43.6 (110.5)                        |
| 平均最高気温 °C （°F）                      | 30.0 (86)                           | 29.7 (85.5)                         | 30.3 (86.5)                         | 29.9 (85.8)                         | 28.0 (82.4)                         | 25.6 (78.1)                         | 25.5 (77.9)                         | 28.4 (83.1)                         | 32.5 (90.5)                         | 34.0 (93.2)                         | 32.6 (90.7)                         | 30.4 (86.7)                         | 29.7 (85.5)                         |
| 日平均気温 °C （°F）                        | 23.6 (74.5)                         | 23.2 (73.8)                         | 23.1 (73.6)                         | 21.9 (71.4)                         | 18.9 (66)                           | 16.0 (60.8)                         | 16.1 (61)                           | 19.3 (66.7)                         | 23.9 (75)                           | 26.2 (79.2)                         | 25.1 (77.2)                         | 23.6 (74.5)                         | 21.7 (71.1)                         |
| 平均最低気温 °C （°F）                      | 18.9 (66)                           | 18.6 (65.5)                         | 17.6 (63.7)                         | 14.8 (58.6)                         | 10.1 (50.2)                         | 6.7 (44.1)                          | 6.3 (43.3)                          | 9.2 (48.6)                          | 14.2 (57.6)                         | 18.2 (64.8)                         | 19.1 (66.4)                         | 18.9 (66)                           | 14.4 (57.9)                         |
| 最低気温記録 °C （°F）                      | 10.5 (50.9)                         | 11.9 (53.4)                         | 10.9 (51.6)                         | 4.3 (39.7)                          | 1.0 (33.8)                          | −3.7 (25.3)                         | −3.0 (26.6)                         | −1.7 (28.9)                         | 1.0 (33.8)                          | 8.1 (46.6)                          | 12.2 (54)                           | 10.8 (51.4)                         | −3.7 (25.3)                         |
| 降水量 mm （inch）                          | 173.7 (6.839)                       | 141.1 (5.555)                       | 79.5 (3.13)                         | 24.0 (0.945)                        | 6.0 (0.236)                         | 0.6 (0.024)                         | 0.2 (0.008)                         | 0.5 (0.02)                          | 1.8 (0.071)                         | 24.8 (0.976)                        | 70.4 (2.772)                        | 169.1 (6.657)                       | 691.7 (27.232)                      |
| 平均降水日数 （≥1.0 mm）                    | 16                                  | 14                                  | 9                                   | 3                                   | 0                                   | 0                                   | 0                                   | 0                                   | 0                                   | 4                                   | 11                                  | 16                                  | 73                                  |
| % 湿度                                      | 74.8                                | 77.3                                | 72.2                                | 65.1                                | 57.7                                | 55.0                                | 51.8                                | 43.3                                | 35.1                                | 41.7                                | 55.2                                | 71.0                                | 58.4                                |
| 平均月間日照時間                            | 213.9                               | 196.0                               | 251.1                               | 273.0                               | 303.8                               | 288.0                               | 310.0                               | 319.3                               | 297.0                               | 279.0                               | 228.0                               | 207.7                               | 3,166.8                             |
| 出典1：NOAA                                 |                                     |                                     |                                     |                                     |                                     |                                     |                                     |                                     |                                     |                                     |                                     |                                     |                                     |
| 出典2：Meteo Climat (record highs and lows) |                                     |                                     |                                     |                                     |                                     |                                     |                                     |                                     |                                     |                                     |                                     |                                     |                                     |

## 歴史
市名は1850年代に、ヨーロッパ人として初めてローデシア（現在のザンビア・ジンバブエ両国）一帯を探検したデイヴィッド・リヴィングストンにちなんでおり、市内には彼の記念碑と彼の資料を集めた博物館がある。
元々はイギリス植民地下の都市として建設された。1890年代に鉱山開発や象牙・毛皮取引を目的に、イギリス南アフリカ会社が現在のザンビア南部にあたる地域一帯に進出したが、現在のザンビア・ジンバブエ国境となっているザンベジ川中流部は深い渓谷となっている部分が多く、北岸と南岸の往来が容易ではなかった。その中にあってヴィクトリアの滝のすぐ上にあたる地点は、船で両岸を往来することが出来た数少ない地点のひとつで、滝周辺は植民地内交通の要衝となった。1900年、市はデイヴィッド・リヴィングストンの栄誉を称えリヴィングストンと命名され、さらに1905年にはヴィクトリアフォールズ橋が完成、インド洋岸（現在のモザンビーク）の港とを結ぶローデシア鉄道が到達したことでさらに発展した。1935年にルサカに移されるまで、旧英領北ローデシアの主都だった。

## 交通
- 航空機 - 市中心部から約5kmの所にリヴィングストン空港がある。首都のルサカ、南アフリカのヨハネスブルグ、ネルスプロイトからの便がある。
- 鉄道 - 市中心部から1.5kmの所にリヴィングストン駅がある。ザンビア鉄道システム (RSZ:Railway System of Zambia) による座席のみの列車が週4往復、ルサカまでを結んでおり、そのうち2往復はキトウェまで行く。ルサカまで18時間、キトウェまで34時間。
- バス - 市中心部の南寄りにバスターミナルがある。ルサカとの間に長距離バスが走っている。所要7時間。